# Тайны ста сорока четырёх катастроф, или Русский Рокамболь
Тайны ста сорока четырёх катастроф, или Русский Рокамболь. (Огромнейший роман в сжатом виде). Перевод с французского — рассказ Антона Павловича Чехова, представляющий собой пародию на французские романы XIX века. Написан около 1882 года, впервые опубликован в 1923 году издателем С. Д. Балухатым в альманахе «Литературная мысль».

## Публикации
Рассказ А. П. Чехова «Тайны ста сорока четырёх катастроф, или Русский Рокамболь» написан около 1882 году без подписи и без даты, впервые опубликован в 1923 году издателем С. Д. Балухатым в альманахе «Литературная мысль». Поздняя публикация рассказа связана с тем, что 14 августа 1882 года последовало распоряжение министра внутренних дел "о непечатании статей агитационного характера против Министерства путей сообщения по поводу несчастных случаев на железных дорогах. Распоряжение это «было объявлено редакторам бесцензурных периодических изданий за подписками».

## История
В 1880-х годах в московских газетах печатались материалы авантюрного дела М. Вальяно, таганрогского контрабандиста-миллионера, материалы «дела Мельницкого», который потерял саквояж с пачками в 300 000 казённых рублей. Чехов следил за ходом этих дел, в своём рассказе «Тайны ста сорока четырёх катастроф, или Русский Рокамболь» он сохранил имена реальных лиц.
Название «Перевод с французского» читатели связывали с уголовными романами Понсон дю Террайля «Похождения Рокамболя» и «Воскресший Рокамболь». Но содержание «Русского Рокамболя» было иное, связанное с материалами российской газетной хроники, сообщениями о Кукуевской катастрофе, случившейся на Московско-Курской железной дороге. Катастрофа почтово-пассажирского поезда произошла в 1882 году у деревни Кукуевки на участке Тула — Орёл (перегон Чернь — Мценск). После сильнейшей грозы с ливнем потоки воды размыли насыпь, часть вагонов поезда рухнули в провал, и их вместе с пассажирами засыпало землёй и разжиженной глиной. В катастрофе погибло 42 человека. На место крушений приезжал журналист Владимир Гиляровский. Его репортажи с места крушения читала тогда вся Россия. Гиляровский писал: «Дорога работала в негодном виде, приносила миллионные дивиденды, основанные на безобразном положении её. Она стоила дёшево, но ещё дешевле, чем это, ценилась жизнь пассажиров её».
Рассказ Чехова «Тайны ста сорока четырёх катастроф, или Русский Рокамболь» включает в себя три короткие главы со множеством не описанных персонажей, неких врагов, переездов от станции к станции.

## Сюжет

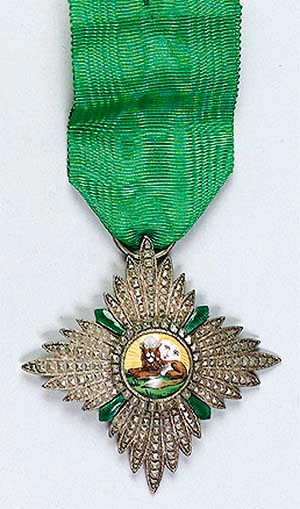
Орден Льва и Солнца 5 степени

Однажды осенним вечером из Таганрога в город Скопин кавалеру персидского ордена Льва и Солнца Рыкову пришла телеграмма с текстом: «Всё погибло. Он донёс. Я заключён в темницу. В таможне аресты. Ужасно! Напрасно Узембло не уступил ему этой женщины. Ответ не уплочен. М. Вальяно». Скопин вызвал Свентицкого и попросил дать разъяснение. Свентицкий сказал, что Вальяно любит женщину, которую любит и он и настаивает, что тот должен умереть. Между ними произошёл разговор о деньгах Вальяно, о домогательстве ими Маргариты. Шумный разговор закончился рыданиями Рыкова, а инженер Свентицкий уехал на станцию «Аневризма». Там его ждал некто Узембло и другие сообщники.
Во второй главе от первого лица рассказчик описывает события в купе второго класса. Поезд мчится от станции «Аневризма», с рассказчиком едет Узембло. Рассказчик дал ему понюхать пару раз флакон с хлороформом, от которого Узембло и его спутник уснули. На ближайшей станции автор взял уснувших и перенёс во встречный поезд, а сам уехал в Петербург. Там он встретил некоего Казакова, которого знакомые просили остерегаться.
В третьей главе отставной портупей-юнкер Кочетов получает предостерегающую телеграмму и едет из Москвы к «Аневризме» на совещание. Там рассказчик попадает на бал, в котором была Маргарита. Чехов описывает бал, после которого рассказчик уехал к дяде Свиридову в Курск. Однако некие враги повредили железнодорожные пути и «поезд полетел в бездну».